# استیو لنگیل
استیو لنگیل (انگلیسی: Steeven Langil؛ زادهٔ ۴ مارس ۱۹۸۸) بازیکن فوتبال اهل فرانسه است که در پست هافبک بازی می‌کند.
از باشگاه‌هایی که در آن بازی کرده‌است می‌توان به باشگاه فوتبال والنسین، باشگاه فوتبال کان، باشگاه فوتبال لگیا ورشو، باشگاه فوتبال اوسر، باشگاه فوتبال گنگام، باشگاه فوتبال سدان، و باشگاه فوتبال نیم المپیک اشاره کرد.
وی همچنین در تیم‌های ملی فوتبال زیر ۲۱ سال فرانسه و مارتینیک بازی کرده‌است.